# Чемпионат мира по фигурному катанию среди профессионалов
Чемпионат мира по фигурному катанию среди профессионалов (англ. World Professional Figure Skating Championships) (неофициальное название: Лэндовер (англ. Landover)) — соревнование среди фигуристов-профессионалов в телевизионном формате, созданное американским фигуристом Диком Баттоном в 1973 году. Организацией турниров занималась компания Candid Productions, принадлежавшая Баттону. Позиционировался как элитный турнир фигуристов-профессионалов, недавно завершивших карьеру.

## История
Первый чемпионат среди профессионалов был проведён в 1973 году в Токио, Япония. В 1974 году транслировался на ABC Sports. Фигуристы соревновались в трёх дисциплинах: мужское одиночное катание, женское одиночное катание и парное катание. До 1980 года соревнования не проводились. С 1980 года турнир переехал в город Лэндовер, штат Мэриленд в США. С 1997 года проводился на стадионе MCI Center. С 1980 по 1982 год соревнования проходили в формате двух команд. В 1983 году наряду с командными соревнованиями были возобновлены личные соревнования. В том же году впервые соревновались в танцах на льду. Командные соревнования были прекращены в 1986 году. Последний чемпионат среди профессионалов был проведён в 2000 году.
С 1990 года к названию чемпионатов прикреплялись названия спонсоров. Например, соревнование 1990 года называлось «Чемпионаты мира среди профессионалов NutraSweet». Другими спонсорами были Durasoft Colors, Equal, Metabolife и Hallmark.
В 1998 году соревнования были санкционированы Международным союзом конькобежцев как «международные открытые» или соревнования среди профессионалов и любителей. Поскольку ISU ограничивает использование названия «чемпионат» для обозначения мероприятий под эгидой ISU, в том году мероприятие было официально известно просто как Equal Sweetener World Pro. Техника в программах фигуристов использовалась меньше, чем на соревнованиях ISU.
В 1999 году Candid Productions Дика Баттона была приобретена компанией SFX, которая годом позже была приобретена Clear Channel Communications. В то же время общественный интерес к профессиональным соревнованиям по фигурному катанию снижался, всё больше элитных фигуристов предпочитали сохранить своё право на участие в соревнованиях, участвуя только в мероприятиях под эгидой ISU, а производственные компании переходили на модель покупки эфирного времени на телевидении, которая делала фигурные катания менее прибыльными для продюсеров. Все эти факторы способствовали прекращению соревнований после 2000 года.
В 2001 году IMG организовала в MCI Center соревнование среди профессионалов под названием «Чемпионат фигуристов Hallmark». В 2002 году этой же компанией было проведено соревнование среди профессионалов и любителей в Колумбусе, штат Огайо в США под эгидой ISU.
В 2009 году Skyeyes International Ltd приобрела права на чемпионат мира по фигурному катанию среди профессионалов и преобразовала его в международную торговую марку с целью унификации критериев между двумя ранее проводившимися мероприятиями. Параллельно развивается Международный союз фигуристов-профессионалов (IPSU).
В 2016 году французская компания Agence Combes приобрела права на проведение чемпионата мира по фигурному катанию среди профессионалов.
После победы в чемпионате фигуриста-любителя Алексея Ягудина в 1998 и 2002 году трёхкратный победитель турнира среди профессионалов Курт Браунинг критиковал идею столкнуть любителей и профессионалов из-за разного возраста и уровня подготовки: «Турниры были прекрасны, но потом Дик Баттон сменил формат. Алексей Ягудин участвовал в них как любитель, хотя никогда не должен был. Никогда! И это был момент, когда я сказал себе: „Всё, я завязываю с этим“. Как у нас может быть чемпионом мира среди профессионалов человек, который стал олимпийским чемпионом и даже не перешёл в профессионалы? Это тоже убило идею».

## Чемпионы среди профессионалов
| Год  | Команда | Мужское одиночное катание | Женское одиночное катание | Парное катание                       | Танцы на льду                       |
| ---- | --- | ------------------------- | ------------------------- | ------------------------------------ | ----------------------------------- |
| 1973 | – | Рональд Робертсон         | Джанет Линн               | Людмила Белоусова и Олег Протопопов  | –                                   |
| 1980 | «Stars of the 1980 Winter Olympics»: Линда Фратиани Эми Ватанабэ Робин Казинс Чарльз Тикнер Тай Бабилония и Рэнди Гарднер Кристина Регёци и Андраш Шаллаи                                                         | –                         | –                         | –                                    | –                                   |
| 1981 | «All Stars»: Дороти Хэмилл Джанет Линн Джон Карри Толлер Крэнстон Людмила Белоусова и Олег Протопопов Алисия Старбак и Кеннет Шелли                                                                               | –                         | –                         | –                                    | –                                   |
| 1982 | «Pro Stars»: Джанет Линн Линда Фратиани Дональд Джексон Чарльз Тикнер Тай Бабилония и Рэнди Гарднер Сандра Безик и Вэл Безик Кристина Регёци и Андраш Шаллаи                                                      | –                         | –                         | –                                    | –                                   |
| 1983 | Победители команды 1983 года: Дороти Хэмилл Дианне Де Леу Толлер Крэнстон Джон Карлоу Людмила Белоусова и Олег Протопопов Алисия Старбак и Кеннет Шелли Лорна Уайтон и Джон Даудинг                               | Чарльз Тикнер             | Джанет Линн               | Людмила Белоусова и Олег Протопопов  | Лорна Уайтон и Джон Даудинг         |
| 1984 | Победители команды 1984 года: Розалинн Самнерс Элайн Зайяк Скотт Хэмилтон Норберт Шрамм Китти Каррутерс и Питер Каррутерс Барбара Андерхилл и Пол Мартини Джейн Торвилл и Кристофер Дин Кэрол Фокс и Ричард Дэлли | Скотт Хэмилтон            | Дороти Хэмилл             | Барбара Андерхилл и Пол Мартини      | Джейн Торвилл и Кристофер Дин       |
| 1985 | Победители команды 1984 года: Дороти Хэмилл Линда Фратиани Робин Казинс Людмила Белоусова и Олег Протопопов Тай Бабилония и Рэнди Гарднер Джуди Блумберг и Майкл Зайберт                                          | Робин Казинс              | Дороти Хэмилл             | Тай Бабилония и Рэнди Гарднер        | Джейн Торвилл и Кристофер Дин       |
| 1986 | – | Скотт Хэмилтон            | Дороти Хэмилл             | Барбара Андерхилл и Пол Мартини      | Кэрол Фокс и Ричард Дэлли           |
| 1987 | – | Робин Казинс              | Дороти Хэмилл             | Барбара Андерхилл и Пол Мартини      | Кэрол Фокс и Ричард Дэлли           |
| 1988 | – | Гари Биком                | Деби Томас                | Барбара Андерхилл и Пол Мартини      | Джуди Блумберг и Майкл Зайберт      |
| 1989 | – | Брайан Бойтано            | Деби Томас                | Барбара Андерхилл и Пол Мартини      | Трейси Уилсон и Роберт Макколл      |
| 1990 | – | Брайан Бойтано            | Денизе Бильманн           | Барбара Андерхилл и Пол Мартини      | Джейн Торвилл и Кристофер Дин       |
| 1991 | – | Брайан Бойтано            | Деби Томас                | Екатерина Гордеева и Сергей Гриньков | Наталья Бестемьянова и Андрей Букин |
| 1992 | – | Брайан Бойтано            | Кристи Ямагучи            | Екатерина Гордеева и Сергей Гриньков | Наталья Анненко и Генрих Сретенский |
| 1993 | – | Пол Уайли                 | Мидори Ито                | Барбара Андерхилл и Пол Мартини      | Наталья Анненко и Генрих Сретенский |
| 1994 | – | Брайан Бойтано            | Кристи Ямагучи            | Екатерина Гордеева и Сергей Гриньков | Майя Усова / Александр Жулин        |
| 1995 | – | Курт Браунинг             | Юка Сато                  | Радка Коваржикова и Рене Новотны     | Джейн Торвилл и Кристофер Дин       |
| 1996 | – | Курт Браунинг             | Кристи Ямагучи            | Елена Бечке и Денис Петров           | Джейн Торвилл и Кристофер Дин       |
| 1997 | – | Курт Браунинг             | Кристи Ямагучи            | Радка Коваржикова и Рене Новотны     | Рене Рока и Горша Сур               |
| 1998 | – | Алексей Ягудин            | Мишель Кван               | Оксана Казакова и Артур Дмитриев     | Майя Усова и Евгений Платов         |
| 1999 | – | Алексей Урманов           | Тара Липински             | Елена Леонова и Андрей Хвалько       | Элизабет Пунсалан и Джерод Суэллоу  |
| 2000 | – | Филипп Канделоро          | Юка Сато                  | Елена Леонова и Андрей Хвалько       | Элизабет Пунсалан и Джерод Суэллоу  |
| 2001 | – | Илья Кулик                | Юка Сато                  | Оксана Казакова и Артур Дмитриев     | Анжелика Крылова и Олег Овсянников  |
| 2002 | – | Алексей Ягудин            | Юка Сато                  | Жами Сале и Давид Пеллетье           | Марина Анисина и Гвендаль Пейзера   |

## Соревнования в Хаке
Не связанные между собой соревнования среди профессионалов по фигурному катанию, известные под тем же названием на английском языке, в течение многих лет проводились в городе Хака, Испания. На испанском языке он назывался Чемпионат мира по фигурному катанию среди профессионалов на льду. Предшественником этого мероприятия был открытый профессиональный чемпионат фигуристов, проводившийся в 1930-х годах в Англии, первоначально под эгидой Национальной ассоциации конькобежцев Великобритании, а позже организованный Имперской ассоциацией фигуристов-профессионалов. Мероприятие переехало в испанскую Хаку при спонсорской поддержке Международного союза фигуристов-профессионалов. В 1980-е годы это было престижное мероприятие, широко освещавшееся по телевидению в Европе. Среди победителей этого мероприятия Денизе Бильманн, Роберт Вагенхоффер, Гэри Биком, Скотт Уильямс, Пьер Панайи и Лорна Браун.